# Liste der Landschaftsschutzgebiete in Mecklenburg-Vorpommern
Das periodisch aktualisierte Schutzgebietsverzeichnis Mecklenburg-Vorpommerns führt derzeit (Stand: Juni 2016) 144 festgesetzte Landschaftsschutzgebiete (LSG) auf, die mit 699.200 ha zusammen 22,6 % der Landesfläche ausmachen.

## Liste der Landschaftsschutzgebiete
| Name                                                                                                   | Bild | Kennung               | Kreis                                                        | Einzelheiten | Position | Fläche Hektar | Datum |
| --- | ---- | --------------------- | ------------------------------------------------------------ | ------------ | -------- | ------------- | ----- |
| Hellberge                                                                                              | BW   | L 1 WDPA: 321529      | Landkreis Vorpommern-Rügen                                   |              | ⊙        | 2.300         | 1938  |
| Glambecksee bei Basthorst                                                                              | BW   | L 10 WDPA: 321086     | Landkreis Ludwigslust-Parchim                                |              | ⊙        | 120           | 1938  |
| Billenhäger Forst                                                                                      | BW   | L 100 WDPA: 319930    | Landkreis Rostock                                            |              | ⊙        | 4.100         | 1994  |
| Waidbach und Fahrenholzer Holz                                                                         |      | L 101 WDPA: 325504    | Landkreis Rostock                                            |              | ⊙        | 1.500         | 1993  |
| Wolfsberger Seewiesen                                                                                  | BW   | L 102 WDPA: 325931    | Landkreis Rostock                                            |              | ⊙        | 6.100         | 1994  |
| Moor- und Wiesenlandschaft Dänschenburg                                                                | BW   | L 104 WDPA: 323031    | Landkreis Vorpommern-Rügen                                   |              | ⊙        | 1.700         | 1998  |
| Wanzeberg                                                                                              | BW   | L 105 WDPA: 325648    | Landkreis Ludwigslust-Parchim                                |              | ⊙        | 4.100         | 1995  |
| Rostocker Heide und Wallbach                                                                           |      | L 106 WDPA: 323963    | Landkreis Rostock                                            |              | ⊙        | 5.000         | 1995  |
| Siebendörfer Moor (Stadt Schwerin)                                                                     | BW   | L 107a WDPA: 324555   | Schwerin                                                     |              | ⊙        | 410           | 1996  |
| Siebendörfer Moor (Ludwigslust-Parchim)                                                                | BW   | L 107b WDPA: 324554   | Landkreis Ludwigslust-Parchim                                |              | ⊙        | 530           | 1999  |
| Lesesteinwälle bei Sanitz                                                                              | BW   | L 108 WDPA: 322580    | Landkreis Vorpommern-Greifswald                              |              | ⊙        | 20            | 1996  |
| Rossiner Wiese                                                                                         | BW   | L 109 WDPA: 323958    | Landkreis Vorpommern-Greifswald                              |              | ⊙        | 10            | 1996  |
| Rostocker Heide                                                                                        |      | L 110 WDPA: 323962    | Rostock                                                      |              | ⊙        | 5.300         | 1995  |
| Südliches Warnowland und Burg Werle                                                                    | BW   | L 111 WDPA: 324920    | Landkreis Rostock                                            |              | ⊙        | 1.500         | 2000  |
| Niederungs- und Grundmoränenlandschaft bei Groß Niendorf                                               | BW   | L 112 WDPA: 323219    | Landkreis Ludwigslust-Parchim                                |              | ⊙        | 900           | 2000  |
| Lenorenwald                                                                                            |      | L 113 WDPA: 322574    | Landkreis Nordwestmecklenburg                                |              | ⊙        | 2.600         | 2001  |
| LSG Palinger Heide und Halbinsel Teschow                                                               | BW   | L 121 WDPA: 555547212 | Landkreis Nordwestmecklenburg                                |              | ⊙        | 3.200         | 2011  |
| Boddenküste am Strelasund                                                                              |      | L 122 WDPA: 319997    | Landkreis Vorpommern-Rügen                                   |              | ⊙        | 3.400         | 1998  |
| Schaalseelandschaft                                                                                    | BW   | L 123 WDPA: 324106    | Landkreis Ludwigslust-Parchim                                |              | ⊙        | 7.100         | 1996  |
| Kröpeliner Torfmoor                                                                                    | BW   | L 124 WDPA: 322339    | Landkreis Rostock                                            |              | ⊙        | 30            | 1998  |
| Wesselstorf                                                                                            | BW   | L 125 WDPA: 325801    | Landkreis Rostock                                            |              | ⊙        | 5.000         | 1998  |
| Stadtteiche und Grünanlagen von Stralsund                                                              | BW   | L 126 WDPA: 324765    | Landkreis Vorpommern-Rügen                                   |              | ⊙        | 210           | 1940  |
| Peezer Bach                                                                                            | BW   | L 127 WDPA: 323656    | Rostock                                                      |              | ⊙        | 160           | 1998  |
| Radegasttal                                                                                            | BW   | L 13 WDPA: 323729     | Landkreis Nordwestmecklenburg                                |              | ⊙        | 600           | 1958  |
| Schaalsee-Landschaft (Nordwestmecklenburg)                                                             | BW   | L 130 WDPA: 324107    | Landkreis Nordwestmecklenburg                                |              | ⊙        | 6.300         | 1990  |
| Unteres Elde- und Meynbachtal                                                                          |      | L 131 WDPA: 325335    | Landkreis Ludwigslust-Parchim                                |              | ⊙        | 4.200         | 1999  |
| Pagenwerder                                                                                            |      | L 132 WDPA: 323610    | Rostock                                                      |              | ⊙        | 10            | 2000  |
| Boize                                                                                                  |      | L 133 WDPA: 320020    | Landkreis Ludwigslust-Parchim                                |              | ⊙        | 1.300         | 2003  |
| Griebensölle                                                                                           | BW   | L 134 WDPA: 329079    | Rostock                                                      |              | ⊙        | 10            | 2004  |
| Klostergrabenniederung                                                                                 |      | L 135 WDPA: 329114    | Rostock                                                      |              | ⊙        | 20            | 2004  |
| Reutershäger Wiesen                                                                                    | BW   | L 136 WDPA: 329186    | Rostock                                                      |              | ⊙        | 10            | 2004  |
| Müritzer Wiesen                                                                                        |      | L 137 WDPA: 329165    | Landkreis Rostock                                            |              | ⊙        | 60            | 2004  |
| Schweriner Innensee und Ziegelaußensee (Stadt Schwerin)                                                |      | L 138a WDPA: 345196   | Schwerin                                                     |              | ⊙        | 4.400         | 2005  |
| Schweriner Außensee (Nordwestmecklenburg)                                                              |      | L 138b WDPA: 345195   | Landkreis Nordwestmecklenburg                                |              | ⊙        | 8.000         | 2005  |
| Schweriner Seenlandschaft im Landkreis Ludwigslust-Parchim                                             |      | L 138c WDPA: 345197   | Landkreis Ludwigslust-Parchim                                |              | ⊙        | 8.400         | 2005  |
| Bekeniederung                                                                                          | BW   | L 139 WDPA: 344852    | Landkreis Rostock                                            |              | ⊙        | 730           | 2005  |
| Schilde- und Motelniederung                                                                            |      | L 14 WDPA: 324147     | Landkreis Ludwigslust-Parchim                                |              | ⊙        | 590           | 1958  |
| Mittlere Sude                                                                                          | BW   | L 140 WDPA: 378630    | Landkreis Ludwigslust-Parchim                                |              | ⊙        | 3.400         | 2007  |
| Vorwedener Wiesen                                                                                      | BW   | L 141 WDPA: 390392    | Rostock                                                      |              | ⊙        | 140           | 2008  |
| Greifswalder Bodden                                                                                    |      | L 142 WDPA: 390079    | -                                                            |              | ⊙        | 56.300        | 2008  |
| West-Rügen                                                                                             |      | L 143 WDPA: 390424    | Landkreis Vorpommern-Rügen                                   |              | ⊙        | 11.600        | 2009  |
| Südwest-Rügen-Zudar                                                                                    |      | L 144 WDPA: 390384    | Landkreis Vorpommern-Rügen                                   |              | ⊙        | 11.400        | 2010  |
| Am Randow Bruch                                                                                        | BW   | L 145 WDPA: 555547213 | Landkreis Vorpommern-Greifswald                              |              | ⊙        | 4.300         | 2011  |
| Naturwald Busdorf                                                                                      | BW   | L 146 WDPA: 555547214 | Landkreis Vorpommern-Greifswald                              |              | ⊙        | 170           | 2011  |
| Ludwigsluster-Grabower Heide                                                                           | BW   | L 147 WDPA: 555547215 | Landkreis Ludwigslust-Parchim                                |              | ⊙        | 710           | 2011  |
| Carbäkniederung                                                                                        | BW   | L 148 WDPA: 555552627 | Rostock                                                      |              | ⊙        | 240           | 2012  |
| Schlieffenberger See                                                                                   | BW   | L 15 WDPA: 324176     | Landkreis Rostock                                            |              | ⊙        | 70            | 1958  |
| Gr. Schweriner See, Pinnower See, Neumühler See usw. (Nordwestmecklenburg)                             | BW   | L 16a2 WDPA: 324501   | Landkreis Nordwestmecklenburg                                |              | ⊙        | 120           | 1937  |
| Schweriner Seenlandschaft (Stadt Schwerin)                                                             | BW   | L 16c WDPA: 324503    | Schwerin                                                     |              | ⊙        | 1.100         | 1937  |
| Stepenitztal                                                                                           | BW   | L 17 WDPA: 20881      | Landkreis Nordwestmecklenburg                                |              | ⊙        | 1.400         | 1958  |
| Warnowtal bei Gädebehn                                                                                 | BW   | L 19 WDPA: 325655     | Landkreis Ludwigslust-Parchim                                |              | ⊙        | 70            | 1958  |
| Warnowtal bei Kritzow                                                                                  | BW   | L 20-1 WDPA: 325656   | Landkreis Ludwigslust-Parchim                                |              | ⊙        | 60            | 1958  |
| Warnowtal bei der Rönkendorfer Mühle                                                                   | BW   | L 20-2 WDPA: 325654   | Landkreis Ludwigslust-Parchim                                |              | ⊙        | 20            | 1958  |
| Neuer Teich                                                                                            | BW   | L 21 WDPA: 323189     | Landkreis Ludwigslust-Parchim                                |              | ⊙        | 90            | 1958  |
| Lewitz (Ludwigslust-Parchim, Altkrs. Ludwigslust)                                                      |      | L 22a WDPA: 20812     | Landkreis Ludwigslust-Parchim                                |              | ⊙        | 7.000         | 1959  |
| Lewitz – Landkreis Parchim (jetzt Lkrs. Ludwigslust-Parchim)                                           |      | L 22b WDPA: 322588    | Landkreis Ludwigslust-Parchim                                |              | ⊙        | 10.900        | 1959  |
| Gadebuscher Stadtwald                                                                                  | BW   | L 23 WDPA: 320938     | Landkreis Nordwestmecklenburg                                |              | ⊙        | 150           | 1959  |
| Vierburg-Waldung                                                                                       | BW   | L 24 WDPA: 325415     | Landkreis Rostock                                            |              | ⊙        | 350           | 1959  |
| Buchholz bei Parchim                                                                                   | BW   | L 25 WDPA: 320149     | Landkreis Ludwigslust-Parchim                                |              | ⊙        | 150           | 1960  |
| Wocker-See                                                                                             | BW   | L 26 WDPA: 325925     | Landkreis Ludwigslust-Parchim                                |              | ⊙        | 120           | 1960  |
| Wockertal bei Parchim                                                                                  | BW   | L 27 WDPA: 325926     | Landkreis Ludwigslust-Parchim                                |              | ⊙        | 130           | 1958  |
| Dolgener- und Hohensprenzer See – Landkreis Güstrow (jetzt Lkrs. Rostock)                              |      | L 28a WDPA: 320384    | Landkreis Rostock                                            |              | ⊙        | 1.200         | 1961  |
| Dolgener Berg                                                                                          | BW   | L 28b WDPA: 20748     | Landkreis Rostock                                            |              | ⊙        | 70            | 1961  |
| Augrabental                                                                                            | BW   | L 29 WDPA: 319717     | Landkreis Mecklenburgische Seenplatte                        |              | ⊙        | 350           | 1962  |
| Wald- und Seengebiet nebst Umgebung Neukloster-Warin – Blankenberg                                     | BW   | L 2a1 WDPA: 325519    | Landkreis Nordwestmecklenburg                                |              | ⊙        | 3.100         | 1938  |
| Seengebiet Warin-Neukloster (Nordwestmecklenburg)                                                      |      | L 2a2 WDPA: 20873     | Landkreis Nordwestmecklenburg                                |              | ⊙        | 3.300         | 1938  |
| Seengebiet Warin-Neukloster (Ludwigslust-Parchim)                                                      | BW   | L 2b WDPA: 324524     | Landkreis Ludwigslust-Parchim                                |              | ⊙        | 1.100         | 1958  |
| Brohmer Berge (Mecklenburgische Seenplatte)                                                            | BW   | L 30a WDPA: 320102    | Landkreis Mecklenburgische Seenplatte                        |              | ⊙        | 7.300         | 1962  |
| Brohmer Berge/Rosenthaler Staffel (Vorpommern-Greifswald)                                              | BW   | L 30b WDPA: 320103    | Landkreis Vorpommern-Greifswald                              |              | ⊙        | 11.300        | 1962  |
| Feldberger Seenlandschaft                                                                              |      | L 31 WDPA: 20763      | Landkreis Mecklenburgische Seenplatte                        |              | ⊙        | 33.300        | 1939  |
| Goldbachtal                                                                                            | BW   | L 32 WDPA: 321118     | Landkreis Mecklenburgische Seenplatte                        |              | ⊙        | 350           | 1962  |
| Haffküste                                                                                              | BW   | L 34 WDPA: 20780      | Landkreis Vorpommern-Greifswald                              |              | ⊙        | 20.200        | 1962  |
| Havelquellseen Kratzeburg                                                                              | BW   | L 35 WDPA: 555560781  | Landkreis Mecklenburgische Seenplatte                        |              | ⊙        | 920           | 1962  |
| Ivenacker Tiergarten                                                                                   |      | L 36 WDPA: 321985     | Landkreis Mecklenburgische Seenplatte                        |              | ⊙        | 300           | 1962  |
| Kastorfer See                                                                                          | BW   | L 37 WDPA: 322068     | Landkreis Mecklenburgische Seenplatte                        |              | ⊙        | 340           | 1962  |
| Neustrelitzer Kleinseenland                                                                            |      | L 38 WDPA: 323206     | Landkreis Mecklenburgische Seenplatte                        |              | ⊙        | 18.700        | 1962  |
| Lindetal – Stadt Neubrandenburg (jetzt Lkrs. Mecklenburgische Seenplatte)                              | BW   | L 39a WDPA: 322612    | Landkreis Mecklenburgische Seenplatte                        |              | ⊙        | 340           | 1962  |
| Lindetal bei Neubrandenburg (Mecklenburgische Seenplatte, Altkrs. Mecklenburg-Strelitz)                | BW   | L 39b WDPA: 322613    | Landkreis Mecklenburgische Seenplatte                        |              | ⊙        | 190           | 1962  |
| Insel Hiddensee                                                                                        |      | L 4 WDPA: 321955      | Landkreis Vorpommern-Rügen                                   |              | ⊙        | 410           | 1937  |
| Löcknitzer See                                                                                         | BW   | L 40 WDPA: 322643     | Landkreis Vorpommern-Greifswald                              |              | ⊙        | 320           | 1962  |
| Mecklenburger Großseenland                                                                             |      | L 41a WDPA: 322927    | Landkreis Mecklenburgische Seenplatte                        |              | ⊙        | 41.300        | 1962  |
| Müritz-Seen-Park                                                                                       | BW   | L 41b WDPA: 20831     | Landkreis Mecklenburgische Seenplatte                        |              | ⊙        | 2.700         | 1962  |
| Schwarzer See                                                                                          | BW   | L 41c WDPA: 323102    | Landkreis Mecklenburgische Seenplatte                        |              | ⊙        | 1.400         | 1962  |
| Pasewalker Kirchenforst                                                                                | BW   | L 42 WDPA: 323647     | Landkreis Vorpommern-Greifswald                              |              | ⊙        | 790           | 1962  |
| Tollensebecken                                                                                         | BW   | L 45 WDPA: 555560782  | Landkreis Mecklenburgische Seenplatte                        |              | ⊙        | 10.500        | 1962  |
| Torgelower See                                                                                         |      | L 46 WDPA: 20899      | Landkreis Mecklenburgische Seenplatte                        |              | ⊙        | 3.300         | 1962  |
| Bekow                                                                                                  | BW   | L 47 WDPA: 319857     | Landkreis Ludwigslust-Parchim                                |              | ⊙        | 640           | 1964  |
| Dobbertiner Seenlandschaft und mittleres Mildenitztal – Landkreis Güstrow (jetzt Lkrs. Rostock)        |      | L 48a WDPA: 20747     | Landkreis Rostock                                            |              | ⊙        | 3.200         | 1964  |
| Dobbertiner Seenlandschaft und mittleres Mildenitztal – Landkreis Parchim (jetzt Ludwigslust-Parchim)  |      | L 48b WDPA: 320378    | Landkreis Ludwigslust-Parchim                                |              | ⊙        | 8.400         | 1938  |
| Inselsee und Heidberge                                                                                 | BW   | L 49 WDPA: 321958     | Landkreis Rostock                                            |              | ⊙        | 1.500         | 1964  |
| Krakower Seenlandschaft                                                                                | BW   | L 5 WDPA: 20803       | Landkreis Rostock                                            |              | ⊙        | 3.400         | 1955  |
| Mittleres Warnowtal (Lkrs. Rostock)                                                                    | BW   | L 50a WDPA: 20827     | Landkreis Rostock                                            |              | ⊙        | 550           | 1938  |
| Mittleres Warnowtal (Ludwigslust-Parchim)                                                              |      | L 50b WDPA: 323011    | Landkreis Ludwigslust-Parchim                                |              | ⊙        | 9.100         | 1958  |
| Rühner See und Rühner Laden                                                                            | BW   | L 51 WDPA: 324009     | Landkreis Rostock                                            |              | ⊙        | 250           | 1964  |
| Waldgebiet bei Crivitz und Barniner See                                                                | BW   | L 52 WDPA: 20906      | Landkreis Ludwigslust-Parchim                                |              | ⊙        | 790           | 1964  |
| Boddenlandschaft                                                                                       |      | L 53 WDPA: 319998     | Landkreis Vorpommern-Rügen                                   |              | ⊙        | 27.100        | 1966  |
| Kühlung                                                                                                |      | L 54a WDPA: 322356    | Landkreis Rostock                                            |              | ⊙        | 12.800        | 1966  |
| Diedrichshäger Land                                                                                    | BW   | L 54b WDPA: 20804     | Rostock                                                      |              | ⊙        | 350           | 1966  |
| Lieper Burg                                                                                            | BW   | L 55 WDPA: 322602     | Landkreis Rostock                                            |              | ⊙        | 250           | 1966  |
| Wallensteingraben                                                                                      |      | L 56 WDPA: 555560783  | Landkreis Nordwestmecklenburg                                |              | ⊙        | 1.800         | 1966  |
| Stormsdorfer Bachtal (Wolfsberger Wald)                                                                |      | L 57 WDPA: 324874     | Landkreis Rostock                                            |              | ⊙        | 120           | 1939  |
| Malliner Bach und Seenkette – Landkreis Mecklenburg-Strelitz (jetzt Lkrs. Mecklenburgische Seenplatte) | BW   | L 59a WDPA: 322887    | Landkreis Mecklenburgische Seenplatte                        |              | ⊙        | 310           | 1989  |
| Malliner Bach und Seenkette – Stadt Neubrandenburg (jetzt Lkrs. Mecklenburgische Seenplatte)           | BW   | L 59b WDPA: 322888    | Landkreis Mecklenburgische Seenplatte                        |              | ⊙        | 120           | 1989  |
| Schloßpark Ludwigslust mit anschließendem Bruch- und Mischwaldsowie oberer Rögnitzniederung            | BW   | L 6 WDPA: 324206      | Landkreis Ludwigslust-Parchim                                |              | ⊙        | 1.300         | 1938  |
| Mittlerer Strelasund                                                                                   | BW   | L 61 WDPA: 555560784  | Landkreis Vorpommern-Rügen                                   |              | ⊙        | 1.400         | 1966  |
| Recknitztal                                                                                            |      | L 62 WDPA: 323767     | Landkreis Vorpommern-Rügen                                   |              | ⊙        | 7.200         | 1990  |
| Mecklenburgische Schweiz und Kummerower See (Lkrs. Rostock)                                            |      | L 64a WDPA: 322929    | Landkreis Rostock                                            |              | ⊙        | 28.400        | 1962  |
| Mecklenburgische Schweiz und Kummerower See (Mecklenburgische Seenplatte, Altkrs. Demmin)              |      | L 64b WDPA: 322928    | Landkreis Mecklenburgische Seenplatte                        |              | ⊙        | 27.500        | 2004  |
| Mecklenburger Schweiz und Kummerower See (Mecklenburgische Seenplatte, Altkrs. Müritz)                 |      | L 64c WDPA: 322930    | Landkreis Mecklenburgische Seenplatte                        |              | ⊙        | 9.300         | 1962  |
| Biosphärenreservat Schaalsee                                                                           |      | L 65 WDPA: 319938     | Landkreis Nordwestmecklenburg, Landkreis Ludwigslust-Parchim |              | ⊙        | 17.100        | 1958  |
| Trebeltal (Mecklenburgische Seenplatte)                                                                |      | L 66a WDPA: 325220    | Landkreis Mecklenburgische Seenplatte                        |              | ⊙        | 5.200         | 1994  |
| Trebeltal (Vorpommern-Rügen)                                                                           |      | L 66f WDPA: 325221    | Landkreis Vorpommern-Rügen                                   |              | ⊙        | 12.900        | 2001  |
| Unteres Peenetal und Peene-Haff (Vorpommern-Greifswald)                                                |      | L 67a WDPA: 325351    | Landkreis Vorpommern-Greifswald                              |              | ⊙        | 17.400        | 1994  |
| Unteres Peenetal (Mecklenburgische Seenplatte, Altkrs. Demmin)                                         |      | L 67b WDPA: 325350    | Landkreis Mecklenburgische Seenplatte                        |              | ⊙        | 710           | 1994  |
| Unteres Peenetal (Vorpommern-Greifswald)                                                               |      | L 67c WDPA: 555560785 | Landkreis Vorpommern-Greifswald                              |              | ⊙        | 2.100         | 1995  |
| Nossentiner/Schwinzer Heide – Landkreis Güstrow (jetzt Lkrs. Rostock)                                  | BW   | L 68a WDPA: 323288    | Landkreis Rostock                                            |              | ⊙        | 7.500         | 1958  |
| Nossentiner/Schwinzer Heide – Landkreis Müritz (jetzt Lkrs. Mecklenburgische Seenplatte)               | BW   | L 68b WDPA: 323289    | Landkreis Mecklenburgische Seenplatte                        |              | ⊙        | 14.100        | 1962  |
| Nossentiner/Schwinzer Heide – Landkreis Parchim (jetzt Lkrs. Ludwigslust-Parchim)                      | BW   | L 68c WDPA: 323290    | Landkreis Ludwigslust-Parchim                                |              | ⊙        | 9.800         | 1990  |
| Köchelsdorfer Mühle einschl. Wedendorfer See                                                           | BW   | L 7 WDPA: 322229      | Landkreis Nordwestmecklenburg                                |              | ⊙        | 70            | 1956  |
| Boiensdorfer Werder                                                                                    |      | L 72a WDPA: 320019    | Landkreis Nordwestmecklenburg                                |              | ⊙        | 90            | 1939  |
| Küstenlandschaft Wismar-West                                                                           |      | L 72b WDPA: 322378    | Landkreis Nordwestmecklenburg                                |              | ⊙        | 170           | 1995  |
| Stecknitz/Delvenau-Niederung                                                                           |      | L 73 WDPA: 324785     | Landkreis Ludwigslust-Parchim                                |              | ⊙        | 610           | 1990  |
| Tollensetal (Mecklenburgische Seenplatte)                                                              |      | L 74a WDPA: 555560786 | Landkreis Mecklenburgische Seenplatte                        |              | ⊙        | 4.100         | 1995  |
| Tollensetal (Vorpommern-Greifswald)                                                                    | BW   | L 74b WDPA: 555560787 | Landkreis Vorpommern-Greifswald                              |              | ⊙        | 890           | 1995  |
| Tollenseniederung – Stadt Neubrandenburg (jetzt Lkrs. Mecklenburgische Seenplatte)                     | BW   | L 77b WDPA: 325192    | Landkreis Mecklenburgische Seenplatte                        |              | ⊙        | 1.000         | 1994  |
| Hellbachtal                                                                                            | BW   | L 78 WDPA: 321528     | Landkreis Rostock                                            |              | ⊙        | 110           | 1998  |
| Plauer See                                                                                             |      | L 8 WDPA: 20852       | Landkreis Ludwigslust-Parchim                                |              | ⊙        | 4.000         | 1957  |
| Vorpommersche Boddenküste                                                                              | BW   | L 80a WDPA: 325464    | Landkreis Vorpommern-Rügen                                   |              | ⊙        | 6.200         | 1996  |
| Ostrügen                                                                                               |      | L 81 WDPA: 20848      | Landkreis Vorpommern-Rügen                                   |              | ⊙        | 30.600        | 1937  |
| Insel Usedom mit Festlandgürtel                                                                        |      | L 82 WDPA: 321957     | Landkreis Vorpommern-Greifswald                              |              | ⊙        | 36.400        | 1966  |
| Glambeck                                                                                               | BW   | L 83 WDPA: 321085     | Landkreis Rostock                                            |              | ⊙        | 430           | 1995  |
| Biosphärenreservat Südost-Rügen                                                                        |      | L 84 WDPA: 319941     | Landkreis Vorpommern-Rügen                                   |              | ⊙        | 22.800        | 1990  |
| Salzhaff                                                                                               |      | L 85 WDPA: 324074     | Landkreis Rostock                                            |              | ⊙        | 4.700         | 1998  |
| Vorweden                                                                                               | BW   | L 86 WDPA: 325466     | Landkreis Rostock                                            |              | ⊙        | 100           | 1994  |
| Rosenower Seen                                                                                         | BW   | L 87 WDPA: 323953     | Landkreis Rostock                                            |              | ⊙        | 240           | 2000  |
| Treptowsee                                                                                             | BW   | L 89 WDPA: 325227     | Landkreis Ludwigslust-Parchim                                |              | ⊙        | 730           | 1991  |
| Landgrabental                                                                                          | BW   | L 90 WDPA: 322406     | Landkreis Vorpommern-Greifswald                              |              | ⊙        | 4.100         | 1993  |
| Radewitzer Heide                                                                                       | BW   | L 91 WDPA: 323730     | Landkreis Vorpommern-Greifswald                              |              | ⊙        | 610           | 1991  |
| Barthe                                                                                                 | BW   | L 92 WDPA: 319796     | Landkreis Vorpommern-Rügen                                   |              | ⊙        | 6.500         | 1994  |
| Ruhner Berge                                                                                           | BW   | L 94 WDPA: 324008     | Landkreis Ludwigslust-Parchim                                |              | ⊙        | 1.800         | 1994  |
| Schalentiner See                                                                                       | BW   | L 95 WDPA: 324113     | Landkreis Ludwigslust-Parchim                                |              | ⊙        | 220           | 2000  |
| Slater Moor                                                                                            | BW   | L 96 WDPA: 324587     | Landkreis Ludwigslust-Parchim                                |              | ⊙        | 70            | 2001  |
| Dümmer-See (Nordwestmecklenburg)                                                                       | BW   | L 9a WDPA: 320465     | Landkreis Nordwestmecklenburg                                |              | ⊙        | 220           | 1939  |
| Dümmer See (Ludwigslust-Parchim)                                                                       |      | L 9b WDPA: 320464     | Landkreis Ludwigslust-Parchim                                |              | ⊙        | 320           | 1939  |
| Legende für Landschaftsschutzgebiet                                                                    |      |                       |                                                              |              |          |               |       |

## Ehemalige Landschaftsschutzgebiete
Im Frühjahr 2015 wurde das Biosphärenreservat Flusslandschaft Elbe-Mecklenburg-Vorpommern ausgewiesen. Das nachfolgende Landschaftsschutzgebiet wurde aufgehoben und durch eine Pflegezone ersetzt.
| Name                                | Bild | Kennung           | Kreis                         | Einzelheiten | Position | Fläche Hektar | Datum |
| ----------------------------------- | ---- | ----------------- | ----------------------------- | ------------ | -------- | ------------- | ----- |
| Mecklenburgisches Elbetal           | BW   | L 63 WDPA: 322931 | Landkreis Ludwigslust-Parchim |              | ⊙        | 37.000        | 1959  |
| Legende für Landschaftsschutzgebiet |      |                   |                               |              |          |               |       |